# Alicia Montoya
Alicia Montoya (Cidade do México, 25 de janeiro de 1920 - Cidade do México, 17 de agosto de 2002) foi uma atriz mexicana.

## Filmografia
- Abrázame muy fuerte (2000-2001).... Gumersinda Montes
- Serafín (1999).... Cruz
- Gotita de amor (1998).... Trinidad
- Pueblo chico, infierno grande (1997).... Doña Hipólita de Zavala
- Bendita mentira (1996).... Virtudes
- La culpa (1996).... Manuela
- Retrato de familia (1995).... Nana Candelaria
- Imperio de cristal (1995).... Antonia Moncada Vda. de Arizmendi
- Valentina (1993).... Doña Bertha
- Clarisa (1993).... Casilda
- Amor de nadie (1990).... Anna
- Alcanzar una estrella (1990).... Doña Julia
- Victoria (1987).... Esperanza
- Quinceañera (1987).... Licha
- Herencia maldita (1986).... Catherine
- El engaño (1986).... Martha
- Mis huéspedes (1980 - 1982).... Doña Matilde
- Ángel Guerra (1979)
- Honrarás a los tuyos (1979)
- El enemigo (1979)
- La llama de tu amor (1979)
- Donde termina el camino (1978)
- Barata de primavera (1975).... Nana Licha
- Pobre Clara (1975).... Tía Emilia
- El manantial del milagro (1974).... Sofía
- Los miserables (1973).... Madre Abadesa
- Entre brumas (1973).... Sarah
- Velo de novia (1971).... Carolina
- Muchacha italiana viene a casarse (1971).... Teresa #2
- La constitución (1970).... Lola Jiménez y Muro
- Puente de amor (1969)
- No creo en los hombres (1969)
- Sin palabras (1969).... Elise
- Rubí (1968).... Refugio
- Leyendas de México (1968)
- Águeda (1968).... Sofía
- Chucho el Roto (1968).... Doña Luisa
- Juventud divino tesoro (1968).... Emilia
- Estafa de amor (1967)
- Lo prohibido (1967)
- Deborah (1967)
- Más fuerte que tu amor (1966)
- Vértigo (1966)
- Una mujer (1965)
- La sembradora (1965).... Petra
- La mentira (1965)
- Historia de un cobarde (1964)
- El dolor de vivir (1964)
- El crisol (1964)
- La sombra del otro (1963)
- Doña Macabra (1963)
- La actriz (1962)
- La herencia (1962)
- Don Bosco (1961)
- Dos caras tiene el destino (1960)
- Teresa (1959).... Mamá de Teresa
- Ha llegado un extraño (1959)
- Más allá de la angustia (1959)
- Senda prohibida (1958)